# Kentaro Miura
Kentaro Miura (三浦 建太郎, Miura Kentarō, Chiba, 11 de juliol de 1966 - 6 de maig de 2021), va ser un mangaka (dibuixant de manga), famós per la seva obra Berserk. Gran part de la seva vida va ser dedicada a aquesta obra, en la qual va treballar des de 1989 fins a la seva mort. La seva obra més famosa va ser publicada en català per Panini Comics. L'any 2002, va rebre el Premi Cultural Osamu Tezuka.

## Primers anys i educació
Miura va néixer l'11 de juliol de 1966 a Chiba, a la prefectura de Chiba (Japó). El 1976, als deu anys, va crear el seu primer manga, titulat Miuranger, que els seus companys van publicar en una publicació escolar; la sèrie va acabar abastant 40 volums. El 1977, Miura va crear el seu segon manga, Ken e no Michi (剣 へ の 道, El camí a l'espasa), en què va utilitzar per primera vegada tinta índia. Quan estudiava a l'escola mitjana l'any 1979, les seves tècniques de dibuix van millorar notablement a mesura que va començar a utilitzar tècniques de dibuix professional.
Mentre estava a l’institut al 1982, Miura es va inscriure en un currículum artístic, on ell i els seus companys van començar a publicar els seus treballs a fulletons escolars. Allà, es va fer amic del seu posterior company de manga Kōji Mori. Tots dos van ser coautors d'un doujinshi de ciència-ficció que va ser enviat al Weekly Shōnen Sunday, però va ser abatut en l'última ronda de seleccions.
Als divuit anys, Miura va treballar breument com a ajudant de George Morikawa, famós per l'obra Hajime no Ippo. Morikawa explica que es van conèixer a la universitat i que ell li va demanar que copiés alguns dibuixos seus per veure el seu nivell. Morikawa va quedar impressionat pel seu alt nivell i destresa en el dibuix. Va reconèixer ràpidament l’alt nivell artístic de Miura i el va acomiadar, tot dient-li que no hi havia res que pogués ensenyar que Miura no sabés. Aleshores, Miura tenia un guerrer fosc amb una espasa gegantina i una espècie de barreja entre fada i follet que ja estaven il·lustrats al seu portafolis. Berserk ja existia en aquells moments, però encara faltava una mica perquè es publiques.

## L'inici de Berserk

### Influencies

#### La creació d'en Guts
Miura va ser influenciat per varis mangues i pel·lícules del moment. La seva gran influencia a l'hora de construir el món i el to de Berserk, especialment en els inicis d'aquesta, és el manga Fist of the North Star, del mangakes Buronson i Testuo Hara. Una gran similitud són els protagonistes de les obres. Guts comparteix moltes similituds amb en Kenshiro, sent els dos poderosos guerrers que viatgen per salvar als seus amors.
Una altra gran influència la trobem a Guin Saga, una sèrie de novel·les molt famoses al Japó. En una entrevista a l'any 2000, Miura va dir que la principal influencia que va treure d'allà va ser l'idea d'una gran espassa, que es va convertint en la Dragonslayer que porta en Guts. 
"L'idea ve del Pygmalio de Shinji Wada. A més, crec que a l'spin-off de la Saga Guin, La reina de les neus, hi havia aquesta il·lustració d'un gegant de dos o tres metres d'alçada que empunyava una espasa. L'espasa de Guts és un encreuament entre aquests dos. Té la mida adequada per ser encara transportable d'alguna manera, alhora que fa aquesta sensació similar a l'acció que hi ha en els mangues violents. Durant un temps no vaig poder decidir-me, i el disseny d'en Guts va ser modificat vàries vegades: cabells llargs, que tingués una catana... Després de pensar-ho durant una estona, vaig acabar amb el que és ara, i em vaig sentir com si l'hagués encertat."
També va treure influencies de pel·lícules americanes dels anys 80, les més a destacar són Mad Max i Terminator. Van influir més quan l'obra tot just havia iniciat, en l'arc del Espadatxi Negre.

#### Griffith i l'impacte del mangaShoujo
Miura no només va treure inspiració d'històries fosques i violentes, sinó que també trobem inspiracions d'altres tipus d'històries ben diferents. Un dels majors casos és en Griffith, l'antagonista de l'obra. Griffith és totalment diferent al protagonista d'aquesta, en Guts, i és que el disseny d'aquest personatge està influenciat i inspirat en el personatge de Lady Oscar del manga de gènere shoujo La Rosa de Versalles. És un contrast enorme amb el to fosc i dur que presenta el manga, i és una mostra de com de divers eren els gustos d'en Miura i com volia arribar a explorar en la seva obra. En l'entrevista feta al 2000, Miura parla sobre com aquest tipus d'influencies afecten a la seva història:
"Si estigues fent una història com Fist of the North Star, seria capaç de concentrar-me solament en dibuixar bé. El manga que vull fer, té aspectes que podrien ser perfectament de mangues shoujo, i no seria capaç de fer-los si només agafés el dibuix de Fist of the North Star. Crec que he aconseguit trobar l'equilibri entre el drama i l'acció de Fist of the North Star, i després d'estar-hi lluitant molta estona, he acabat amb el meu estil de dibuix actual, que imagino que encara canviarà més conforme vagi avançant."

#### L'origen de l'horror
Berserk és conegut per tenir moments molt foscos i obscurs en la seva història, tant visualment com narrativament parlant. Miura va recollir un munt d'inspiracions a l'hora de construir el món de Berserk, tant de mangues, llibres i pel·lícules. La Mà de Déu està inspirada en els cenobites de la pel·lícula Hellraiser, no només de manera visual, també comparteixen el fet que les dues entitats demoníaques atorguin coses als humans mentre que al mateix temps els treuen alguna cosa. Tant Berserk com Hellraiser s'inspiren en l'obra de H.R. Giger, en el cas de Berserk ho podem veure per un dels membres de la Mà de Déu, Conrad.
Pel disseny de Femto, la forma alternativa de Griffith, està clarament influenciada de la pel·lícula de Brian de Palma de 1974, El Fantasma del Paradís. 

#### L'arquitectura del món real
Berserk està inspirat en la plena edat mitjana, així que molts dels edificis que es mostren en el manga tenen influències al món real i sovint el mateix Miura els reinterpretava perquè l'estil funciones al manga. Molts d'aquests, estan inspirats en edificis francesos i espanyols.
El castell de Doldrey està inspirat en el castell de Coca a Segòvia, Espanya. L'església d'Enoch de Berserk agafa inspiració de l'església de San Martín de Frómista, també d'Espanya. Una de les batalles del manga passa en una església que el seu interior fa recordar a la mesquita de Còrdova.
En la construcció de Falconia, a dintre d'aquesta es poden veure diversos edificis del món real. Alguns com el Teatre de Marcel, el Mausoleu d'Halicarnàs, el Fòrum d'August, la plaça de Sant Pere, el Panteó, el Partenó i el Coliseu Romà són algun d'ells.

## Treballs
- Miuranger (1976)
- Ken e no Michi (1977)
- Futanabi (1985)
- Noa (1985)
- Berserk; the Prototype (1988)
- Oh-Roh; el Rei Llop (1988)
- Berserk (1989 - actualitat)
- Oh-Roh Den (1990)
- Japan (1992)